# Élection présidentielle guatémaltèque de 2015
L'élection présidentielle guatémaltèque de 2015 se déroule le 6 septembre 2015 pour élire le président de la République et le vice-président de la République. Elle se déroule dans le cadre des élections générales en même temps que les élections législatives, les élections de 20 députés au Parlement centraméricain et les élections municipales. 
Au terme du second tour, le conservateur Jimmy Morales est élu président de la République avec 67,44 % des suffrages exprimés, face à Sandra Torres, sa principale concurrente de centre gauche.

## Contexte

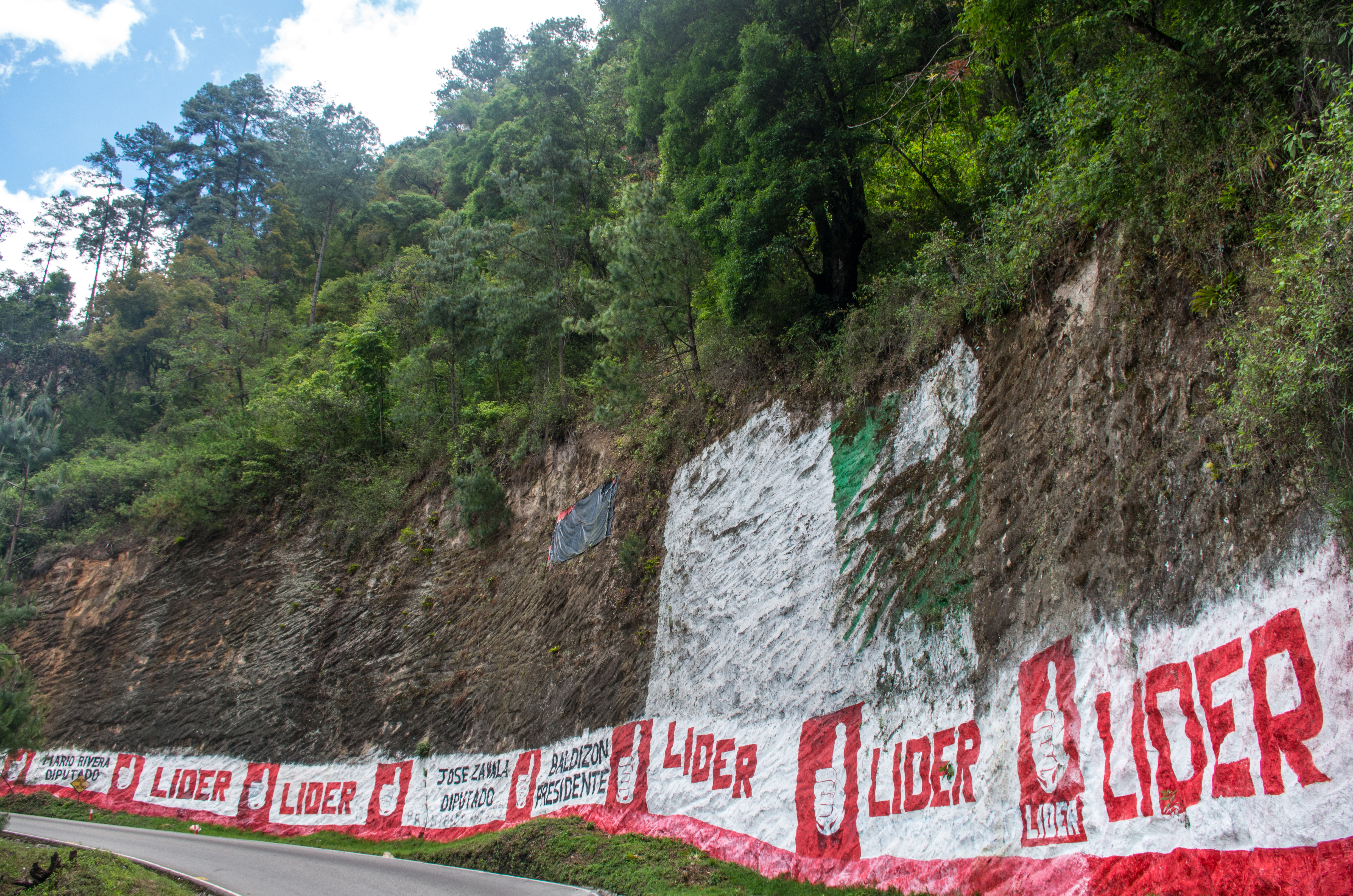
Campagne sauvage du parti Lider élections 2015.

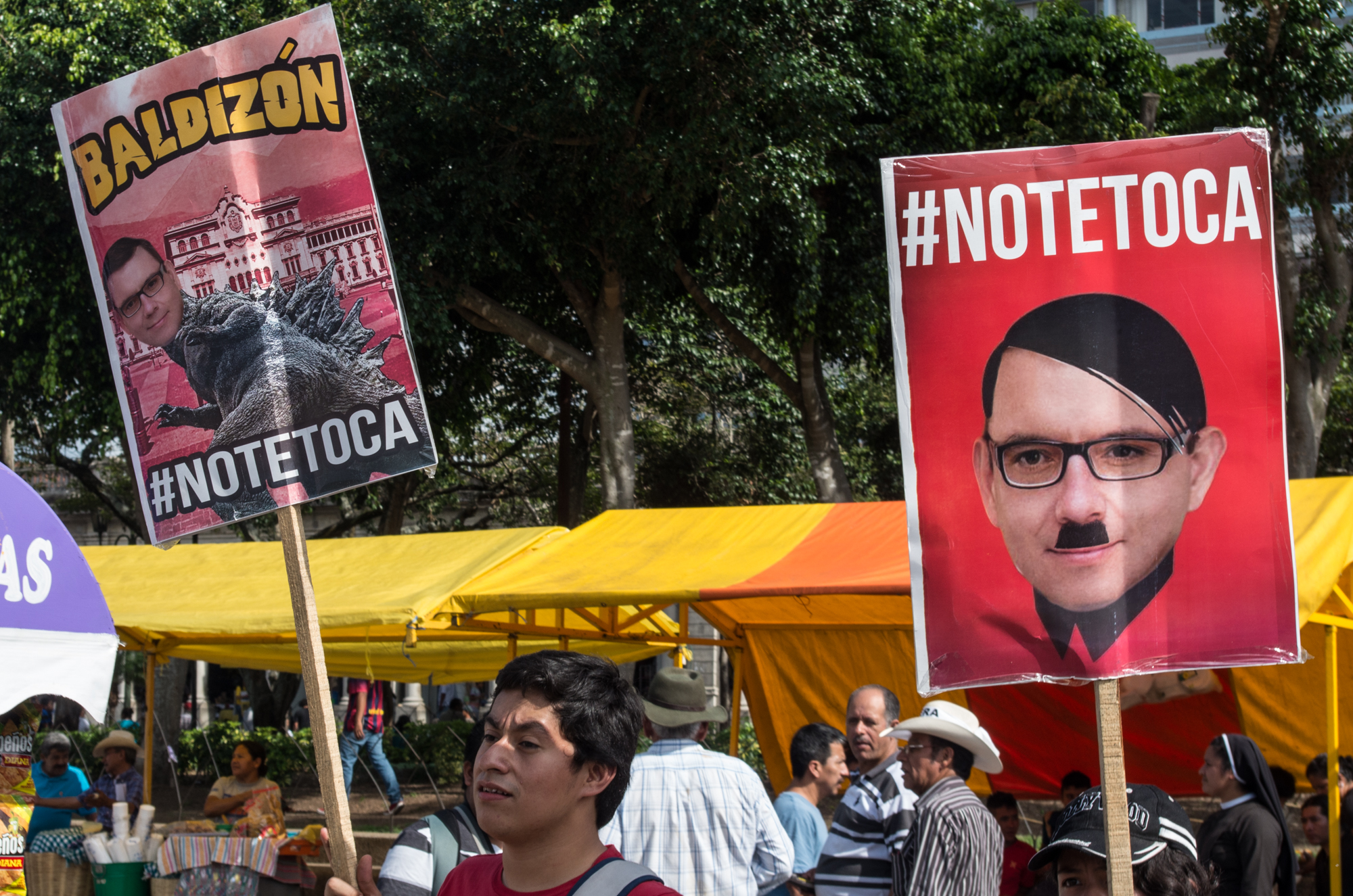
Pancartes contre Manuel Baldizón. Manifestation contre la corruption du 30 mai 2015.

Une affaire de corruption révélée par la Commission internationale contre l'impunité au Guatemala provoque la démission de la vice-présidente Roxana Baldetti le 8 mai 2015 et celle du président Otto Pérez Molina le 2 septembre suivant tous deux du Parti patriote. Le vice-président, Alejandro Maldonado, lui succède alors jusqu'à la fin de son mandat, prévue en janvier 2016. Cette affaire déclenche les prémisses d'un « printemps latino » illustré par un fort rejet populaire de la classe politique traditionnelle.
La campagne électorale a également été marquée par le rejet des pratiques déloyales habituellement mises en œuvre par les partis politiques en période pré-électorale, dont en particulier l'anticipation des dates officielles de campagne et le dépassement des budgets autorisés et les financements illicites. 
Le parti Lider et son candidat Manuel Baldizón, donnés gagnants, ont fait l'objet de contre-manifestations de plus en plus importantes qui les ont poussés à renoncer aux rassemblements publics. 
À deux reprises, le parti a fait l'objet d'amendes pour le dépassement du plafond de dépenses de campagne électorale autorisées. De l'ouverture de la campagne du 1er tour le 2 mai 2015 à sa clôture le 31 juillet 2015, le parti a dépensé 61,42 millions de quetzals, soit un dépassement de 9 millions du plafond légal de 52,4 millions. 
Le premier tour a été marqué par le plus fort taux de participation dans l'histoire récente du pays. La qualification surprise de Jimmy Morales en tête du scrutin est présentée comme le résultat du rejet massif par la société guatémaltèque des pratiques de corruption politique.
Le 14 septembre 2015, Manuel Baldizón annonce qu'il renonce à ses responsabilités politiques, tout en dénonçant le processus électoral, et malgré le fait que les résultats définitifs n'aient pas encore été proclamés.

## Résultats
| Candidat                    | Parti                            | 1er tour  | 1er tour | 2d tour   | 2d tour |
| Candidat                    | Parti                            | Voix      | %        | Voix      | %       |
| --------------------------- | -------------------------------- | --------- | -------- | --------- | ------- |
| Jimmy Morales               | Front de convergence nationale   | 1 166 700 | 23,99    | 2 750 847 | 67,44   |
| Sandra Torres               | Union nationale de l'espérance   | 966 683   | 19,76    | 1 328 381 | 32,56   |
| Manuel Baldizón             | Liberté démocratique renouvelée  | 961 160   | 19,65    |           |         |
| Alejandro Giammattei        | Fuerza                           | 315 747   | 6,45     |           |         |
| Zury Ríos                   | Vision avec valeurs              | 288 402   | 5,90     |           |         |
| Lizardo Sosa                | Todos                            | 260 769   | 5,33     |           |         |
| Mario David García          | Parti patriote                   | 226 316   | 4,63     |           |         |
| Roberto González Díaz-Durán | CREO–Parti unioniste             | 168 480   | 3,44     |           |         |
| Mario Estrada               | Union du changement national     | 168 386   | 3,44     |           |         |
| Juan Guillermo Gutierrez    | Parti de l'avance nationale      | 151 643   | 3,10     |           |         |
| Miguel Ángel Sandoval       | Winaq–URNG–MAIZ                  | 103 154   | 2,11     |           |         |
| José Ángel López            | Rencontre pour le Guatemala      | 44 360    | 0,91     |           |         |
| Luis Fernando Pérez         | Parti institutionnel républicain | 41 969    | 0,86     |           |         |
| Aníbal García               | Mouvement nouvelle république    | 28 426    | 0,58     |           |         |
| Nuls/blancs                 | Nuls/blancs                      | 495 902   | 9,21     | 176 647   |         |
| Total                       | Total                            | 5 388 107 | 100      | 4 079 228 |         |
| Inscrits/participation      | Inscrits/participation           | 7 556 873 | 71,24    | 7 556 873 | 56,32   |
| Source: TSE                 |                                  |           |          |           |         |

### Premier tour
À l'issue du premier tour organisé le 6 septembre 2015, Jimmy Morales arrive en tête, devant Sandra Torres selon les résultats préliminaires portant sur 98,92%  des votes exprimés. L'écart très serré entre Sandra Torres, deuxième place, et Manuel Baldizón, troisième place, rend les résultats incertains jusqu'à la proclamation des résultats définitifs. Le comptage définitif rencontre des difficultés liées à la fois à l'éloignement des bureaux de vote concernés et à des événements ayant pu entacher le vote.
166 incidents ont été enregistrés pendant le premier tour, dont 16 urnes brûlées et 532 retenues par différents moyens. 153 d'entre eux ont été résolus mais 10 restaient encore en attente de résolution au 9 septembre 2015. Ces événements ont retardé la proclamation des résultats officiels du premier tour . Les résultats officiels sont proclamés le 15 septembre 2015.

### Second tour
Il a lieu le 25 octobre 2015 et oppose Jimmy Morales à Sandra Torres. Jimmy Morales est élu président de la République du Guatemala avec un score de 67,44  des votes exprimés selon les résultats établis par le Tribunal suprême électoral du Guatemala.